# Palomas, Tabasco
Palomas är en ort i Mexiko.   Den ligger i kommunen Macuspana och delstaten Tabasco, i den sydöstra delen av landet, 700 km öster om huvudstaden Mexico City. Palomas ligger 30 meter över havet och antalet invånare är 1 544.
Terrängen runt Palomas är platt åt nordväst, men åt sydost är den kuperad. Runt Palomas är det ganska tätbefolkat, med 67 invånare per kvadratkilometer. Närmaste större samhälle är Macuspana, 17,3 km nordväst om Palomas. Trakten runt Palomas består till största delen av jordbruksmark.